# Volodin
Volodin je priimek več oseb:
- Aleksej Volodin, ruski pianist
- Anatolij Ivanovič Volodin, sovjetski vojaški pilot
- Pavel Semjonovič Volodin, sovjetski general
- Vjačeslav Volodin, ruski politik